# Dobrzany (rejon gródecki)
Dobrzany (ukr. Добряни) – wieś na Ukrainie, na Płaskowyżu Tarnogrodzkim, w rejonie lwowskim (wcześniej w rejonie gródeckim) obwodu lwowskiego. Wieś liczy 981 mieszkańców.
W II Rzeczypospolitej do 1934 samodzielna gmina jednostkowa. Następnie należała do zbiorowej wiejskiej gminy Rodatycze w powiecie gródeckim w woj. lwowskim. Po wojnie wieś weszła w struktury administracyjne Związku Sowieckiego.
W Dobrzanach 17 stycznia 1925 urodził się Kazimierz Paulo – dowódca 5. kompanii Zgrupowania Partyzanckiego „Błyskawica” mjra Józefa Kurasia "Ognia", pułkownik.